# Сто и един далматинци
Вижте пояснителната страница за други значения на 101 далматинци.
Сто и един далматинци (на английски: One Hundred and One Dalmatians), често изписван като 101 далматинци, е американски анимационен приключенски филм от 1961 г., продуциран от Walt Disney Productions, базиран на едноименния роман на Доуди Смит от 1956 г. Режисьори са Волфганг Райтерман, Клайд Джероними и Хамилтън Лъск. Това е 17-ият пълнометражен анимационен филм на Дисни. Филмът разказва историята на петнадесет малки далматинчета, които са отвлечени от злодейката Круела де Вил, която иска да използва кожите им, за да си направи палта. Родителите им, Понго и Пердита, замислят план, чрез който да спасят децата си от Круела, като изведнъж спасяват още 84 кученца, закупени от зоомагазини, с което общият брой на далматинците става 101.
Премиерата на филма е на 25 януари 1961 г., разпространяван от Buena Vista Distribution, 101 далматинци жъне успех, като поставя началото на едноименния франчайз и извежда студиото от финансовия срив, причинен от филма Спящата красавица, който е по-скъпа продукция, реализиран 2 години по-рано. Освен приходите от касите, търговският му успех се дължи на използването на евтини анимационни техники - като използване на ксерография по време на процеса на мастилене и оцветяване на традиционните анимационни проекти - които намаляват производствените разходи. Дисни реализира игрална адаптация през 1996 г. и нейно продължение през 2000 г., а също анимационния филм 101 далматинци II: Приключението на Пач в Лондон от 2003 г., продължение на настоящия, и игралния филм Круела, чиято премиера е през 2021 г.

## Сюжет
Внимание:  Текстът по-долу разкрива сюжета на произведението (или части от него)!
Композиторът Роджър Радклиф живее в ергенски апартамент в Лондон заедно със своя далматинец Понго. Отегчен от ергенския живот, Понго решава да намери съпруга на Роджър и половинка за себе си. Докато гледа през прозореца различни жени с женски кучета, той забелязва перфектната двойка – жена на име Анита и нейният женски далматинец Пердита. Понго бързо извежда Роджър от дома им, като го бързо го повлича из парка, за да устрои на двамата стопани среща. В крайна сметка, Роджър и Анита се влюбват и се женят с кучетата си.
По-късно Пердита ражда 15 кученца. Същата вечер семейството е посетено от богатата Круела де Вил, бивша съученичка на Анита. Тя предлага да купи цялото кучило, но Роджър категорично отказва. Няколко седмици по-късно, Круела наема двамата престъпници Джаспър и Хорас, чиято задача е да откраднат кутретата. Когато Скотланд Ярд не е в състояние да ги намери, Понго и Пердита използват „Вечерния лай“, кучешка клюкарска линия, за да помолят за помощ другите кучета от Лондон.
Полковник, староанглийска овчарка, заедно с приятелите си Капитан, сив кон и сержант Тибс, котка Таби, намират кученцата на място, наречено „Дяволската къща“ (изоставеното и разрушено имение на Круела), заедно с други 84, които тя е купила от различни зоомагазини. Когато Тибс научава, че кутретата ще бъдат превърнати в кожени палта, полковникът бързо изпраща новината в Лондон. След като получават съобщението, Понго и Пердита напускат града, за да спасят кученцата си. Зимата настъпва и двете кучета трябва да преплуват река Стур, по която плуват ледени късове. Междувременно, Тибс подслушва Круела, която нарежда на Джаспър и Хорас да убият кутретата още същата вечер, тъй като има вероятност полицията да тръгне по петите им. Двамата престъпници обаче решават първо да догледат вечерното шоу по телевизията. Понго и Пердита пристигат в къщата тъкмо навреме, преди двамата злосторници да убият кученцата. Докато възрастните кучета нападат хората, полковникът и Тибс извеждат кутретата.
След щастливо събиране със собствените си кученца, Понго и Пердита осъзнават, че има десетки други с тях, общо 99 включително и техните. Шокирани от плановете на Круела, Понго и Пердита решават да осиновят останалите 84 кученца, сигурни, че Роджър и Анита никога няма да ги отхвърлят. Далматинците предприемат завръщането си към Лондон през дълбок сняг, тъй като цялата река е замръзнала. Други животни им помагат по пътя, докато Круела, Джаспър и Хорас ги гонят. В един град те се покриват със сажди, за да се маскират като лабрадори, след което се качват в камион, пътуващ за Лондон. Докато отиват към превозното средство, топящият се сняг изчиства саждите и Круела ги вижда. Разгневена, тя следва камиона с колата си, като Джаспър и Хорас трябва да го пресрещнат, но се блъскат в нея. И бусът на Хорас и Джаспър, и автомобилът на Круела попадат в дълбока пропаст.
В Лондон Роджър и Анита се опитват да отпразнуват Коледа с първия му голям хит – песен за Круела, но им липсват кучешките им спътници. Изведнъж лай се чува отвън и след като икономката отваря вратата, къщата се изпълва с кучета. След като изтриват останалата част от саждите, те с удоволствие осъзнават, че техните домашни любимци са се върнали у дома. Преброяват 84 допълнителни кученца, те решават да ги запазят и да използват парите от песента на Роджър, за да купят по-голяма къща, за да могат да имат „плантация от далматинци“.

## Продължения и други адаптации
През 1996 г. Дисни създават игрален филм „101 далматинци“, с участието на Глен Клоуз в ролята на Круела де Вил. В тази версия животните не говорят. Успехът на филма води до продължението „102 далматинци“, което излиза на 22 ноември 2000 г.
След първия игрален филм, стартира и анимационен сериал „101 далматинци“ (One Hundred and One Dalmatians: The Series).
На 21 януари 2003 г. излиза директно на видео и DVD продължението на анимационния филм от 1961 г. – „101 далматинци II: Приключението на Пач в Лондон“.

## Актьори
- Род Тейлър - Понго, домашният любимец на Роджър и съпруг на Пердита; баща на 15 от 99 кученца.
- Кейт Бауър - Пердита, домашният любимец на Анита и съпруга на Понго; майка на 15 от 99 кученца.
- Бети Лу Герсън - Круела де Вил, жестока и ексцентрична богата наследница, която отвлича кученцата на Понго и Пердита, с намерението да направи кожени палта от тях. Тя има мания по кожи, но е показана само с едно обемно бяло палто. Под това тя носи кожена черна рокля. Круела пуши постоянно и шофира дълъг червено-черен автомобил на базата на Mercedes-Benz 500K от 1934-36. Тя е бившата съученичка на Анита, поради което Анита я приема добронамерено, че въпреки ексцентричното ѝ поведение. Роджър обаче е далеч по-малко доверчив и я подозира, че тя е тази, която е отвлякла кученцата (което тя и прави).
- Бен Райт - Роджър Радклиф, „домашният любимец“ (собственик) на Понго и съпруг на Анита. Той работи като автор на песни и по-късно забогатява, когато създава песента за Круела де Вил. Бил Лий озвучава Роджър по време на сцените, в които пее.
- Лиса Дейвис - Анита Радклиф, собственичката на Пердита и съпруга на Роджър. Хелън Станли озвучава Анита по време на сцените, в които пее.
- Марта Уентуърт - Нани, прислужницата на семейство Радклиф. Тя е много любвеобилна и суетна, ненавижда Круела; силно привързана е към кутретата. Уентуърт озвучава Куини, една от трите крави, които памагат на кученцата, търсещи подслон и храна, а също и гъската Луси.
- Фредерик Уорлок и Джей Пат О'Мали - Хорас и Джаспър, комичните помощници на Круела, които извършват отвличането на далматинците. Джаспър е висок и слаб, докато Хорас е нисък и дебел; в противен случай те очевидно са братски братя близнаци. Спорят често. Въпреки че изглеждат глупави, Хорас изглежда по-интелигентен от двамата, но е абсолютно уплашен от брат си, който има по-остър език. Джаспър пие алкохол, докато Хорас яде сандвичи. И двамата се радват да гледат седмична телевизионна програма, наречена „Какво е моето престъпление?“. О'Мали също озвучава Полковника, овчарка, която помага на Понго и Пердита при намирането на кученцата. Уорлок озвучава и инспектор Крейвън, състезател l „Какво е моето престъпление?“.
- Търл Рейвънскрофт - Капитана, кон, който също помага на Понго и Пердита при намирането на кученцата.
- Дейвид Франкам - Сержант Тибс, котка таби, включва се всеотдайно в мисията по спасяването на кутретата.
- Мими Гибсън - Лъки, кученце на Понго и Пердита, което почти умира, след като се ражда. Получава името „Лъки“, защото е съживен от Роджър. Той обича да гледа телевизия и се представя като размирник.
- Барбара Беярд - Топчо, кученце на Понго и Пердита, което винаги е гладно и по-буйно от останалите.
- Миги Мага - Пач, кученце на Понго и Пердита, което обича кучето супергерой Тъндърболт и има петно на окото си. Пач е агресивен, винаги лае и ръмжи, но се плаши от Круела. Той е звездата на анимационното продължение 101 далматинци II: Приключението на Пач в Лондон.

## Награди
Филмът печели наградата на БАФТА (BAFTA Award) за „най-добър филм“ през 1962 г. 

## Синхронен дублаж

### Озвучаващи артисти
| Роля               | Английски език    | Български език   |
| ------------------ | ----------------- | ---------------- |
| Понго              | Род Тейлър        | Тодор Николов    |
| Пердита            | Кейт Бауър        | Мина Костова     |
| Роджър             | Бен Райт          | Ненчо Балабанов  |
| Анита              | Лиса Дейвис Уолц  | Петя Абаджиева   |
| Круела             | Бети Лу Герсън    | Симона Нанова    |
| Нани               | Марта Уентуърт    | Ива Апостолова   |
| Джаспър            | Джей Пат О'Мали   | Николай Кипчев   |
| Хорас              | Фредерик Уорлок   | Петър Добрев     |
| Полковник          | Джей Пат О'Мали   | Марин Янев       |
| Капитан            | Търл Рейвънскрофт | Георги Иванов    |
| сержант Тибс       | Дейвид Франкам    | Мариан Бачев     |
| Луси               | Марта Уентуърт    | Живка Донева     |
| Таузър             | Тюдор Оуен        | Георги Новаков   |
| Дени               | Джордж Пелинг     | Цветан Ватев     |
| Водещ на предаване | Том Конуей        | Сава Пиперов     |
| госпожица Бърдуел  | Бети Лу Гърсън    | Надежда Топалова |
| ТВ говорител       | Рамзи Хил         | Христо Бонин     |
| Дукеса             | Марджъри Бенет    | Василка Сугарева |
| Принцеса           | Куийни Ленърд     | Светлана Смолева |
| Коли               | Том Конуей        | Здравко Димитров |

### Други гласове
- Варвара Панкова
- Десислава Софранова
- Цветомира Михайлова
- Анатолий Божинов
- Атанас Сребрев
- Кристиян Фоков
- Петър Върбанов
- Пламен Чернев
- Цанко Тасев

### Деца
- Анна-Мария Върбани
- Антония Тасева
- Ая Николова
- Мин Ян Щерева
- Ния Ралинова
- Георги Гиргинов
- Деян Лазаров
- Димитър Ненчев
- Майкъл Зарков
- Павел Петков

### Песни
| Песен                 | Изпълнява           |
| --------------------- | ------------------- |
| Круела де Вил         | Ненчо Балабанов     |
| Далматинска плантация | Ненчо Балабанов Хор |

### Българска версия
| Обработка                       | Александра Аудио (2008)                 |
| ------------------------------- | --------------------------------------- |
| Режисьор на дублажа             | Симона Нанова                           |
| Преводач                        | Елена Акерман                           |
| Адаптация                       | Венета Янкова                           |
| Музикален режисьор              | Десислава Софранова                     |
| Музикален асистент              | Цветомира Михайлова                     |
| Превод на песните               | Десислава Софранова Цветомира Михайлова |
| Творчески директор              | Венета Янкова                           |
| Тонрежисьор                     | Петър Костов                            |
| Продуцент на българската версия | Disney Character Voices International   |